# Corvus cornix capellanus
A Corvus cornix capellanus a madarak (Aves) osztályának verébalakúak (Passeriformes) rendjébe, ezen belül a varjúfélék (Corvidae) családjába tartozó dolmányos varjú (Corvus cornix) egyik alfaja.

## Előfordulása
A Corvus cornix capellanus előfordulási területe ott van, ahol egykoron Mezopotámia feküdt, vagyis Dél-Irak és Délnyugat-Irán, azaz a Tigris és az Eufrátesz nevű folyók között.

## Megjelenése
A szóban forgó madár, megjelenésben szembetűnően eltér az európai törzsalfajtól, melynek színe hamuszürke és fekete, de a Corvus cornix capellanus-nál azok a testrészek, melyek hamuszürkék kéne legyenek, fehérek; így inkább a karcsúbb testfelépítésű szarkára (Pica pica) emlékeztet.
Eme különleges színe miatt, egyes kutatók önálló fajnak tekintik.

## Fordítás
- Ez a szócikk részben vagy egészben  a   Mesopotamian crow című angol Wikipédia-szócikk ezen változatának fordításán alapul.  Az eredeti cikk szerkesztőit annak laptörténete sorolja fel. Ez a jelzés csupán a megfogalmazás eredetét és a szerzői jogokat jelzi, nem szolgál a cikkben szereplő információk forrásmegjelöléseként.